# Petite rivière Bachelor
Petite rivière Bachelor är ett vattendrag i Kanada.   Det ligger i provinsen Québec, i den östra delen av landet, 500 km norr om huvudstaden Ottawa.
I omgivningarna runt Petite rivière Bachelor växer i huvudsak blandskog. Trakten runt Petite rivière Bachelor är nära nog obefolkad, med mindre än två invånare per kvadratkilometer.